# MV Sycamore
Le MV Sycamore est un navire-école construit par le constructeur naval néerlandais Damen Group pour soutenir la Royal Australian Navy (RAN). Le navire a été construit dans le chantier naval de Damen à Haïphong, au Vietnam, et lancé en 2016. Le navire est exploité pour la RAN par Teekay Australia et est entré en service en 2017.

## Conception
La conception du MV Sycamore est basée sur celle du Damen OPV 2400, un patrouilleur offshore de 2400 tonnes. Le navire mesure 94 mètres de long avec une largeur de 14,4 mètres et un tirant d'eau de 3,9 mètres. Il a un déplacement standard de 2400 tonnes et 2935 tonnes à pleine charge. Le navire est propulsé par deux moteurs diesel entraînant deux arbres d'hélice. Il a une vitesse maximale nominale de 23 nœuds (43 km/h) et une vitesse maximale réelle de 17,8 nœuds (33,0 km/h), avec une autonomie de 5550 milles marins (10280 km) à 16,2 nœuds (30,0 km/h).
La RAN classe le MV Sycamore comme un « navire d’entraînement d’aéronefs multirôles », et le navire est équipé d’un hangar et d’un pont d'envol, permettant à un hélicoptère d’atterrir. Le MV Sycamore est le premier navire de soutien de l’Australian Defence Force (ADF) conçu dès le départ pour pouvoir opérer des véhicules aériens sans pilote (UAV). Le navire est équipé de l’équipement nécessaire à l’exploitation des drones à voilure fixe Boeing ScanEagle et Schiebel Camcopter S-100. Le MV Sycamore est équipé d’un radar Terma Scanter avec une antenne stabilisée DBHG et d’un Terma C-Flex pour le soutien de la mission d’entraînement du navire. Il dispose d’un espace polyvalent, qui peut être configuré pour aider à faire face aux catastrophes. Le MV Sycamore opère avec deux équipages de 22 personnes qui assurent l’entretien du navire. Le navire peut accueillir jusqu’à 71 membres de l’ADF pour y dormir.

## Construction et carrière
Un appel d'offres a été soumis par le gouvernement australien pour la construction d’un patrouilleur offshore. Le gouvernement Abbott a choisi la proposition du groupe Damen de construire le navire au Vietnam, car il a constaté qu’aucun constructeur naval australien n’était capable de construire le type de navire demandé dans l’appel d’offres dans les limites du budget et du calendrier requis. Le MV Sycamore a été construit au chantier naval 189 à Haiphong, au Vietnam, et mis en chantier en 2014,. Le navire a été lancé le 30 août 2016,. La RAN n’est pas propriétaire du navire, elle loue le MV Sycamore à la société DMS Maritime, propriété de Serco. Le navire est doté d’un équipage civil fourni par Teekay Australia mais la formation à bord du navire est assurée par du personnel militaire. Bien que le MV Sycamore soit principalement utilisé comme navire d’entraînement à l’aviation, le navire est également utilisé pour l’entraînement de familiarisation des nouveaux officiers de la RAN, l’entraînement à la guerre des mines et au soutien à la plongée, ainsi que pour l’entraînement à la récupération de torpilles et de missiles et à servir de navire d'escorte. Le MV Sycamore est le premier navire-école de la RAN depuis le désarmement du HMAS Jervis Bay en 1994,.
Le MV Sycamore a terminé ses essais en mer en avril 2017,. Il arriva à Sydney le 26 juin de la même année. Le MV Sycamore est entré en service avec le RAN le 4 août 2017. En janvier 2020, le MV Sycamore a été déployé sur la côte de l’État de Victoria en réponse aux feux de brousse dans la région.
En 2021, la RAN a entamé des négociations avec Damen pour l’achat d’un navire basé sur la conception du MV Sycamore qui pourrait être utilisé pour l’aide humanitaire dans le Pacifique. Ces négociations se sont soldées par un échec, et la RAN a acquis à la place un navire ravitailleur offshore d’occasion qui est entré en service en 2022 sous le nom d’ADV Reliant.